# 사랑 게임 (1995년 영화)
《사랑 게임》(영어: 
Something to Talk About)은 미국에서 제작된 라세 할스트룀 감독의 1995년 코미디 드라마 영화이다. 줄리아 로버츠, 데니스 퀘이드, 로버트 듀발, 제나 롤런즈, 키라 세지윅 등이 출연하였고, 앤시아 실버트 등이 제작에 참여하였다.

## 출연진
- 줄리아 로버츠
- 데니스 퀘이드
- 로버트 듀발
- 제나 롤런즈
- 키라 세지윅
- 브렛 컬런
- 뮤즈 왓슨

## 기타 제작진
- 공동 제작: 윌리엄 비즐리
- 배역: 매리언 도허티
- 미술: 멜 본
- 의상: 애기 거라드 로저스

## 우리말 녹음
SBS 성우진 (2001년 10월 25일)
- 강희선 - 그레이스(줄리아 로버츠)
- 구자형 - 에디(데니스 퀘이드)
- 이완호 - 아버지(로버트 듀발)
- 이선영 - 어머니(제나 롤런즈)
- 온영삼
- 이영주
- 신상숙
- 함수정
- 김관진
- 최원형
- 양정화
- 은영선
- 이장원